# Ерин (Теннессі)
Ерин (англ. Erin) — місто (англ. city) в США, в окрузі Г'юстон штату Теннессі. Населення — 1224 особи (2020).

## Географія
Ерин розташований за координатами 36°18′57″ пн. ш. 87°42′10″ зх. д. / 36.31583° пн. ш. 87.70278° зх. д. (36.315911, -87.702731).  За даними Бюро перепису населення США в 2010 році місто мало площу 10,59 км², з яких 10,58 км² — суходіл та 0,01 км² — водойми.

## Демографія
Згідно з переписом 2010 року, у місті мешкали 1324 особи в 507 домогосподарствах у складі 295 родин. Густота населення становила 125 осіб/км².  Було 594 помешкання (56/км²).
Расовий склад населення:
| - 90,1 % — білих - 6,6 % — чорних або афроамериканців - 0,2 % — корінних американців - 0,2 % — азіатів |

До двох чи більше рас належало 2,6 %. Частка іспаномовних становила 1,1 % від усіх жителів.
За віковим діапазоном населення розподілялося таким чином: 23,9 % — особи молодші 18 років, 52,1 % — особи у віці 18—64 років, 24,0 % — особи у віці 65 років та старші. Медіана віку мешканця становила 44,0 року. На 100 осіб жіночої статі у місті припадало 87,0 чоловіків;  на 100 жінок у віці від 18 років та старших — 82,9 чоловіків також старших 18 років.
Середній дохід на одне домашнє господарство  становив 35 285 доларів США (медіана — 28 182), а середній дохід на одну сім'ю — 45 169 доларів (медіана — 41 625). За межею бідності перебувало 35,9 % осіб, у тому числі 58,1 % дітей у віці до 18 років та 21,2 % осіб у віці 65 років та старших.
Цивільне працевлаштоване населення становило 415 осіб. Основні галузі зайнятості: освіта, охорона здоров'я та соціальна допомога — 29,2 %, виробництво — 16,4 %, мистецтво, розваги та відпочинок — 9,4 %, роздрібна торгівля — 8,9 %.